# چات‌کوی (هاناک)
چات‌کوی (به ترکی استانبولی: Çatköy، به ارمنی: Չաթ) یک منطقهٔ مسکونی در ترکیه است که در هاناک واقع شده‌است.